# Clyde (Kansas)
Clyde és una població dels Estats Units a l'estat de Kansas. Segons el cens del 2000 tenia 740 habitants.

## Demografia
Segons el cens del 2000, Clyde tenia 740 habitants, 319 habitatges, i 200 famílies. La densitat de població era de 426,4 habitants per km².
Dels 319 habitatges en un 25,7% hi vivien nens de menys de 18 anys, en un 57,1% hi vivien parelles casades, en un 4,1% dones solteres, i en un 37% no eren unitats familiars. En el 34,8% dels habitatges hi vivien persones soles el 24,5% de les quals corresponia a persones de 65 anys o més que vivien soles. El nombre mitjà de persones vivint en cada habitatge era de 2,23 i el nombre mitjà de persones que vivien en cada família era de 2,88.
Per edats la població es repartia de la següent manera: un 23,1% tenia menys de 18 anys, un 6,6% entre 18 i 24, un 20,1% entre 25 i 44, un 20,3% de 45 a 60 i un 29,9% 65 anys o més.
L'edat mediana era de 45 anys. Per cada 100 dones de 18 o més anys hi havia 82,4 homes.
La renda mediana per habitatge era de 31.343 $ i la renda mediana per família de 39.167 $. Els homes tenien una renda mediana de 29.286 $ mentre que les dones 19.063 $. La renda per capita de la població era de 17.852 $. Entorn de l'1% de les famílies i el 4,5% de la població estaven per davall del llindar de pobresa.

## Poblacions més properes
El següent diagrama mostra les poblacions més properes.